# Sławomir Nowak
Sławomir Ryszard Nowakⓘ (* 11. Dezember 1974 in Danzig) ist ein polnischer Politiker der Platforma Obywatelska (PO). Er war von 2011 bis 2013 Minister für Verkehr, Bauwesen und Meereswirtschaft. Dem Sejm gehörte er von 2004 bis 2010 und von 2011 bis 2015 in der IV., V., VI. und VII. Wahlperiode an.

## Leben und Beruf

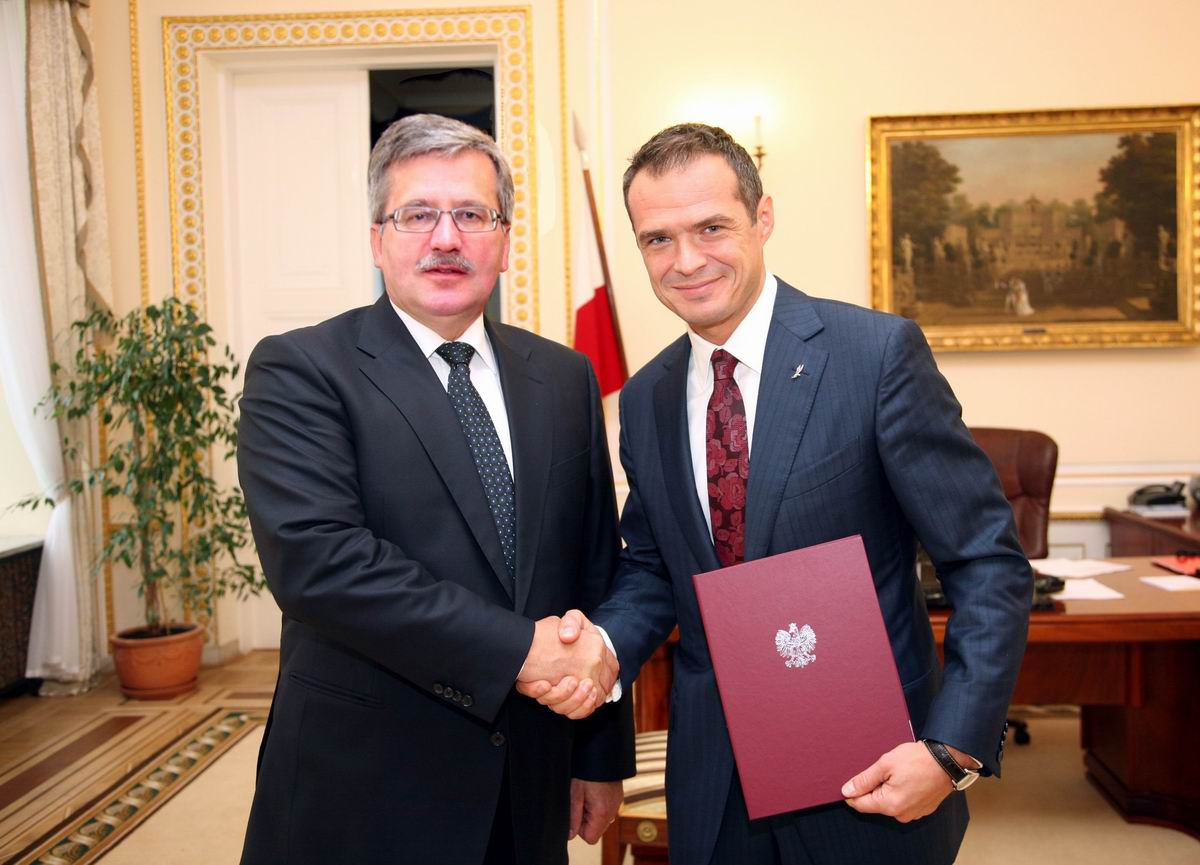
Sławomir Nowak und Präsident Bronisław Komorowski (2010)

Sławomir Nowak studierte Politik mit dem Schwerpunkt internationale Beziehungen an der Universität Danzig. Weiterhin schloss er an der Seefahrtshochschule in Gdynia ein Managementstudium mit einem Lizenziat ab. Während seines Studiums machte sich Nowak mit einem Werbeunternehmen selbständig. 1998 bis 2000 war er Berater im Politischen Kabinett des Verteidigungsministers Janusz Onyszkiewicz. 1999 bis 2002 war er Präsident des Werbeunternehmens Signum Promotion. 2002 wurde er Vizepräsident von Radio Gdańsk, wo er für Technik und Werbung zuständig war.
Seit Oktober 2016 arbeitet er als Direktor im Ukrawtodor-Verkehrsamt in der Ukraine. Ihm wurde auch die ukrainische Staatsbürgerschaft zuerkannt. Am 20. Juli 2020 kündigte die Bezirksstaatsanwaltschaft in Warschau die Festnahme von Sławomir Nowak durch das Zentrale Korruptionsbekämpfungsbüro im Zusammenhang mit mutmaßlicher Korruption, der Verwaltung einer organisierten kriminellen Vereinigung und Geldwäsche an. Dies war das Ergebnis einer polnisch-ukrainischen Untersuchung, die 2019 begann und unter anderem die Annahme von Bestechungsgeldern bei der Vergabe von Ausschreibungen in Höhe von über 270 Millionen Euro untersuchte. Am selben Tag teilte der Leiter des Nationalen Büros für Korruptionsbekämpfung der Ukraine mit, dass Nowak als Leiter von Ukrawtodor Eigentumsvorteile für Straßenbauaufträge akzeptiert habe.
Sławomir Nowak ist verheiratet und hat zwei Kinder.

## Politik
Er war Mitglied des Kongres Liberalno-Demokratyczny (KLD) und der Unia Wolności (UW), bevor er 2002 Mitglied der Platforma Obywatelska (PO) wurde. Von 1998 bis 2002 war er Vorsitzender der Jugendorganisation der UW. Bei den Parlamentswahl in Polen 2001 war Sławomir Nowak nicht erfolgreich, konnte aber 2004 als Nachrücker für den ins europäische Parlament gewechselten Janusz Lewandowski in den Sejm einziehen. Bei den Parlamentswahlen 2005 mit 9061 Stimmen und auch den vorgezogenen Wahlen 2007 mit 65.993 Stimmen konnte er sein Mandat verteidigen.
Am 16. November 2007 wurde er zum Staatssekretär der Kanzlei des Ministerpräsidenten Donald Tusk ernannt. Zwei Jahre darauf, im Oktober 2009, trat er von diesem Amt zurück. Daraufhin wurde er stellvertretender Vorsitzender der Fraktion der PO im Sejm. Im Mai 2010 wurde er zum Vorsitzenden der PO für die Woiwodschaft Pommern gewählt. Ebenfalls 2010 wurde er zum Leiter des Wahlkampfteams für Bronisław Komorowski bei der Präsidentschaftswahl. Anschließend, am 29. September 2010, wurde Sławomir Nowak Staatssekretär Bronisław Komorowskis, verantwortlich für die Kontakte zum Sejm und der Regierung. Dafür musste er sein Parlamentsmandat niederlegen. Daraufhin legte er sein Abgeordnetenmandat nieder.
Bei der Parlamentswahlen 2011 kehrte er wieder in den Sejm zurück. Am 29. November 2011 wurde er zum Minister für Verkehr, Bauwesen und Meereswirtschaft im Kabinett von Donald Tusk. Im Jahr 2013 warf ihm die Staatsanwaltschaft vor eine geschenkte wertvolle Uhr nicht wie vorgeschrieben als Vermögen deklariert zu haben und forderte daher die Aufhebung seiner Immunität. Daraufhin reicht Sławomir Nowak am 15. November 2013 seinen Rücktritt als Minister ein.
 Im Juni 2014 trat er aus der PO aus und legte zum 2. Januar 2015 sein Abgeordnetenmandat nieder.